# Elecciones municipales de Puno de 1993
Las elecciones municipales de Puno de 1993 se llevaron a cabo el 29 de enero de 1993 para elegir al alcalde y al Concejo Provincial de Puno para el periodo 1993-1995. La elección se celebró simultáneamente con elecciones municipales en todo el país.

## Sistema electoral
La Municipalidad Provincial de Puno es el órgano administrativo y de gobierno de la provincia de Puno. Está compuesta por el alcalde y el Concejo Provincial.
La votación del alcalde y el concejo se realiza en base al sufragio universal, que comprende a todos los ciudadanos nacionales mayores de dieciocho años, empadronados y residentes en la provincia de Puno y en pleno goce de sus derechos políticos, así como a los ciudadanos no nacionales residentes y empadronados en la provincia de Puno.
El Concejo Provincial de Puno está compuesto por 19 regidores elegidos por sufragio directo para un período de tres (3) años, en forma conjunta con la elección del alcalde (quien lo preside) La votación es por lista cerrada y bloqueada. Se asigna a la lista ganadora los escaños según el método d'Hondt o la mitad más uno, lo que más le favorezca. Es elegido como alcalde el candidato que ocupe el primer lugar de la lista que haya obtenido la más alta votación.

## Composición del Concejo Provincial de Puno
La siguiente tabla muestra la composición del Concejo Provincial de Puno antes de las elecciones.
| Partidos | Partidos                                     | Regidores |
| -------- | -------------------------------------------- | --------- |
|          | Izquierda Unida                              | 11        |
|          | Frente Democrático                           | 4         |
|          | Frente Nacional de Trabajadores y Campesinos | 2         |
|          | Acuerdo Socialista de Izquierda              | 1         |
|          | Partido Aprista Peruano                      | 1         |

## Partidos y candidatos
A continuación se muestra una lista de los principales partidos y alianzas electorales que participaron en las elecciones:
| Candidatura | Candidatura | Partidos y alianzas | Candidatos | Candidatos                 | Ideología                                               | Resultado previo | Resultado previo | Ref. |
| Candidatura | Candidatura | Partidos y alianzas | Candidatos | Candidatos                 | Ideología                                               | Votos (%)        | Reg.             | Ref. |
| ----------- | ----------- | --- | ---------- | -------------------------- | ------------------------------------------------------- | ---------------- | ---------------- | ---- |
|             | IU          | Lista - Izquierda Unida (IU) – Unión de Izquierda Revolucionaria (UNIR) – Partido Comunista Peruano (PCP) – Frente Obrero Campesino Estudiantil y Popular (FOCEP) |            | Luis Vilcatoma Salas       | Marxismo-leninismo Mariateguismo Socialismo democrático | 30.00%           | 11               |      |
|             | AP          | Lista - Acción Popular (AP) |            | Belisario Mantilla Mendoza | Humanismo Nacionalismo cívico Reformismo                | 29.83%           | 3                |      |
|             | FNTC        | Lista - Frente Nacional de Trabajadores y Campesinos (FNTC) |            | Nicolás Rondón Aza         | Nacionalismo de izquierda Tahuantinsuyismo              | 16.31%           | 2                |      |
|             | APRA        | Lista - Partido Aprista Peruano (APRA) |            | Marco Penaranda Pacho      | Aprismo                                                 | 10.63%           | 1                |      |
|             | MDI         | Lista - Movimiento Democrático de Izquierda (MDI) |            | Simón Quispe Condori       | Socialismo democrático                                  | Nuevo            | Nuevo            |      |
|             | Frepap      | Lista - Frente Popular Agrícola del Perú (Frepap) |            | Américo Nuñez Calsín       | Israelismo Fundamentalismo cristiano Populismo          | Nuevo            | Nuevo            |      |
|             | MIN         | Lista - Movimiento Independiente Nacional (MIN) |            | Gustavo Flores Flores      | Partido atrapalotodo                                    | Nuevo            | Nuevo            |      |
|             | IND         | Lista - Lista Independiente Movimiento Independiente Trabajo y Desarrollo Puno                                                                                    |            | Juan Sotomayor Pérez       | Localismo puneño                                        | Nuevo            | Nuevo            |      |
|             | IND         | Lista - Lista Independiente Acción Democrática Puno |            | Teófilo Barriga Rivera     | Localismo puneño                                        | Nuevo            | Nuevo            |      |
|             | IND         | Lista - Lista Independiente Desarrollo Democrático 2000 |            | Juan Huatta Parillo        | Localismo puneño                                        | Nuevo            | Nuevo            |      |
|             | IND         | Lista - Lista Independiente Movimiento Democrático Puneñista |            | Juan Málaga Arce           | Localismo puneño                                        | Nuevo            | Nuevo            |      |

Otros candidatos
| Partidos y alianzas | Partidos y alianzas                                               | Candidatos                |
| ------------------- | ----------------------------------------------------------------- | ------------------------- |
|                     | Lista Independiente Frente Puneñista Independiente                | Melchor Palomino Bejarano |
|                     | Lista Independiente Movimiento Independiente Cambio 93            | Leonel Palomino Ascencio  |
|                     | Lista Independiente Puno - Mayoría                                | Gabriel Zeballos Zeballos |
|                     | Lista Independiente Frente de Desarrollo Puno                     | Abdón Frisancho Cahua     |
|                     | Lista Independiente Central Unificada de Mujeres Independientes   | Sonia Molina Cabala       |
|                     | Lista Independiente Movimiento Independiente Paz y Desarrollo     | Ángel Zeballos Zapana     |
|                     | Lista Independiente Frente Democrático de Integración Nacional    | Isidro Laura Mamani       |
|                     | Lista Independiente Justicia y Dignidad Humana                    | Alberto Ascencio Cayan    |
|                     | Lista Independiente Movimiento Pro-Puno                           | Efraín Pinazo Cotillo     |
|                     | Lista Independiente Organización Desarrollo Empresarial para Puno | Amador Guerra Paredes     |
|                     | Lista Independiente Nueva Opción                                  | José Arocutipa Quispe     |

## Resultados

### Sumario general
|                        |                                                                        |              |              |              |           |           |
| Partidos y coaliciones | Partidos y coaliciones                                                 | Voto popular | Voto popular | Voto popular | Regidores | Regidores |
| Partidos y coaliciones | Partidos y coaliciones                                                 | Votos        | %            | ±pp          | Total     | +/−       |
|                        | Lista Independiente Movimiento Independiente Trabajo y Desarrollo Puno | 5,808        | 16.98        | n/a          | 11        | +11       |
|                        | Lista Independiente Acción Democrática Puno                            | 4,316        | 12.62        | n/a          | 2         | +2        |
|                        | Lista Independiente Desarrollo Democrático 2000                        | 3,678        | 10.75        | n/a          | 2         | +2        |
|                        | Frente Nacional de Trabajadores y Campesinos (FNTC)                    | 3,558        | 10.40        | –5.91        | 2         | ±0        |
|                        | Lista Independiente Movimiento Democrático Puneñista                   | 2,814        | 8.23         | n/a          | 1         | +1        |
|                        | Frente Popular Agrícola del Perú (Frepap)                              | 2,198        | 6.43         | Nuevo        | 1         | +1        |
|                        | Partido Aprista Peruano (APRA)                                         | 2,748        | 4.72         | –5.91        | 0         | –1        |
|                        | Lista Independiente Frente Puneñista Independiente                     | 1,606        | 4.70         | n/a          | 0         | ±0        |
|                        | Acción Popular (AP)                                                    | 1,341        | 3.92         | n/a          | 0         | –3        |
|                        | Izquierda Unida (IU)                                                   | 1,244        | 3.64         | –26.36       | 0         | –11       |
|                        | Movimiento Democrático de Izquierda (MDI)                              | 1,117        | 3.27         | Nuevo        | 0         | ±0        |
|                        | Lista Independiente Movimiento Independiente Cambio 93                 | 989          | 2.89         | n/a          | 0         | ±0        |
|                        | Movimiento Independiente Nacional (MIN)                                | 875          | 2.56         | n/a          | 0         | ±0        |
|                        | Lista Independiente Puno - Mayoría                                     | 597          | 1.75         | n/a          | 0         | ±0        |
|                        | Lista Independiente Frente de Desarrollo Puno                          | 581          | 1.70         | n/a          | 0         | ±0        |
|                        | Lista Independiente Central Unificada de Mujeres Independientes        | 449          | 1.31         | n/a          | 0         | ±0        |
|                        | Lista Independiente Movimiento Independiente Paz y Desarrollo          | 353          | 1.03         | n/a          | 0         | ±0        |
|                        | Lista Independiente Frente Democrático de Integración Nacional         | 275          | 0.80         | n/a          | 0         | ±0        |
|                        | Lista Independiente Justicia y Dignidad Humana                         | 258          | 0.75         | n/a          | 0         | ±0        |
|                        | Lista Independiente Movimiento Pro-Puno                                | 256          | 0.75         | n/a          | 0         | ±0        |
|                        | Lista Independiente Organización Desarrollo Empresarial para Puno      | 169          | 0.49         | n/a          | 0         | ±0        |
|                        | Lista Independiente Nueva Opción                                       | 105          | 0.31         | n/a          | 0         | ±0        |
|                        |                                                                        |              |              |              |           |           |
| Total                  | Total                                                                  | 34,203       |              |              | 19        | ±0        |
|                        |                                                                        |              |              |              |           |           |
| Votos válidos          | Votos válidos                                                          | 34,203       | 58.67        | –6.68        |           |           |
| Votos en blanco        | Votos en blanco                                                        | 2,717        | 4.66         | –2.54        |           |           |
| Votos nulos            | Votos nulos                                                            | 21,374       | 36.67        | +9.22        |           |           |
| Votos emitidos         | Votos emitidos                                                         | 58,294       | 53.98        | +12.47       |           |           |
| Abstenciones           | Abstenciones                                                           | 49,702       | 46.02        | –12.47       |           |           |
| Votantes registrados   | Votantes registrados                                                   | 107,996      |              |              |           |           |
|                        |                                                                        |              |              |              |           |           |
| Fuente:                |                                                                        |              |              |              |           |           |

## Elecciones municipales distritales

### Resultados por distrito
La siguiente tabla enumera el control de los distritos de la provincia de Puno. El cambio de mando de una organización política se resalta del color de ese partido.
| Distrito    | Alcalde(sa) titular        | Partido político           | Partido político                | Alcalde(sa) electo(a)       | Partido político           | Partido político                 |
| ----------- | -------------------------- | -------------------------- | ------------------------------- | --------------------------- | -------------------------- | -------------------------------- |
| Ácora       | Sin información disponible | Sin información disponible | Sin información disponible      | Sin información disponible  | Sin información disponible | Sin información disponible       |
| Amantaní    | Toribio Suaña Yanarico     |                            | Izquierda Unida                 | Julián Huatta Mamani        |                            | Frente Nacional de Trabajadores  |
| Atuncolla   | Pedro Choque Machaca       |                            | Frente Democrático              | Andrés Gutiérrez Borda      |                            | Frente Nacional de Trabajadores  |
| Capachica   | Santiago Pari Carrera      |                            | Izquierda Unida                 | Santiago Pari Carrera       |                            | Frente Popular Agrícola del Perú |
| Chucuito    | Celso Yucra Mamani         |                            | Acuerdo Socialista de Izquierda | Sin información disponible  | Sin información disponible | Sin información disponible       |
| Coata       | Julián Sucasaca Quispe     |                            | Frente Nacional de Trabajadores | Julián Sucasaca Quispe      |                            | Frente Nacional de Trabajadores  |
| Huata       | Abel Churata Huacani       |                            | Frente Nacional de Trabajadores | Raimundo Pari Ramos         |                            | Democrático de Izquierda         |
| Mañazo      | Pedro Alatrista Retamoso   |                            | Frente Democrático              | Alberto Guevara Achata      |                            | Partido Aprista Peruano          |
| Paucarcolla | Domingo Gonzales López     |                            | Acuerdo Socialista de Izquierda | Alfonso Pineda Quispe       |                            | Frente Nacional de Trabajadores  |
| Pichacani   | Pedro Astete Pérez         |                            | Acuerdo Socialista de Izquierda | Sin información disponible  | Sin información disponible | Sin información disponible       |
| Platería    | Felipe Chipana Flores      |                            | Frente Nacional de Trabajadores | Sin información disponible  | Sin información disponible | Sin información disponible       |
| San Antonio | Asunción Ramos Zapana      |                            | Frente Democrático              | Alberto Ticona Calderón     |                            | Acción Popular                   |
| Tiquillaca  | Eloy Dueñas Silva          |                            | Izquierda Unida                 | Sin información disponible  | Sin información disponible | Sin información disponible       |
| Vilque      | Sulpicio Pineda Barriga    |                            | Unión y Progreso                | Hipólito Churata Pachacútec |                            | Frente Nacional de Trabajadores  |